# Брусничная (Кировская область)
Брусни́чная — упразднённый в 2018 году населённый пункт (тип: ж.д. станция) в Верхнекамском районе Кировской области России. Входил в состав Лесного городского поселения.

## География
Станция находится на северо-востоке области, в северо-западной части района, к северу от реки Большой Созим, примыкая к посёлку Брусничный.
Абсолютная высота — 179 метров над уровнем моря.
Расстояние до районного центра (города Кирс) — 58 км. Железнодорожная станция относится к Кировскому отделению Горьковской железной дороги и располагается на железнодорожной ветви Яр — Лесная.

## История
Снят с учёта 21.12.2018.

## Население
| 2010 |
| ---- |
| 1    |